# Soffan (TV-program)
Soffan var ett TV-program som sändes 1968 av Sveriges Radio-TV, med fokus på musik och ungdomskultur, och med Robert Broberg som programledare.